# پورت یوئن (نیویورک)
پورت یوئن (به انگلیسی: Port Ewen) یک منطقهٔ مسکونی در ایالات متحده آمریکا است که در شهرستان اولستر، نیویورک واقع شده‌است. پورت یوئن ۶٫۹ کیلومتر مربع مساحت و ۳٬۵۴۶ نفر جمعیت دارد و ۵۶ متر بالاتر از سطح دریا واقع شده‌است.